# Daniel Keilwitz
Daniel Keilwitz, né le 3 août 1989 à Villingen-Schwenningen, est un pilote automobile allemand.

## Biographie
Daniel Keilwitz participe au Mini Challenge de 2007 à 2009. Il termine la saison 2007 à la onzième place, et les saisons 2008 et 2009 à la cinquième place. En 2009, il obtient un podium avec son Ascari lors de son apparition en tant qu'invité à l'ADAC GT Masters au Lausitzring. 
En 2010, il pilote une Corvette de Callaway Competition dans le Championnat d'Europe FIA GT3, terminant Champion d'Europe lors de sa première année. Il marque 183 points sur 300 possibles et monte sur 8 podiums en 12 courses. Il obtient total de 4 victoires en course avec Christian Hohenadel dont Silverstone, au Castellet et à Portimão. 
Au cours de la saison 2011, Keilwitz fait sa première saison complète dans l'ADAC GT Masters. Il pilote une Corvette C6 Z06-R GT3 de Callaway Competition aux côtés de Diego Alessi (de). Ses coéquipiers sont Heinz-Harald Frentzen et Sven Hannawald, qui partagent tous deux une Corvette. Lors de l'ouverture de la saison à Oschersleben, Daniel Keilwitz et Diego Alessi sont deuxième (course 1) et quatrième (course 2) ensemble. Une sixième place au Nürburgring suit. Lors du week-end de course à l'EuroSpeedway Lausitz, Keilwitz et Alessi prennent la deuxième place de la course du samedi. Il réalise sa première pole position lors de la course de dimanche, mais abandonne la course à la suite d'un accrochage au départ. Après la douzième course, Keilwitz et Alessi sont onzième au classement général. De plus, toujours en 2011, Keilwitz participe aux 24 Heures du Nürburgring. Avec Tobias Guttroff, Yannick Fübrich et Joachim Kiesch, il conduit sa Corvette C6 GT4 à la 23e place au classement général et à la 2e place de la catégorie SP8.
La saison 2018 est la dernière saison de Keilwitz et Callaway Competition. Daniel Keilwitz partage la voiture n°1 avec Marvin Kirchhöfer. À l'issue de la saison, ils occupent la deuxième place au classement général avec la Corvette C7 GT3-R, avec 3 victoires individuelles au Red Bull Ring et la 1re course au Hockenheimring.
PROpeak Performance utilise deux Aston Martin Vantage AMR GT3 dans l'ADAC GT Masters en 2019. Daniel Keilwitz pilote la voiture numéro 99 lors des quatre premiers week-ends de course à Oschersleben, Most, Red Bull Ring et Zandvoort avec Maxime Martin et Ezequiel Pérez Companc. Keilwitz dispute les courses au Hockenheimring et la finale au Sachsenring dans une Mercedes-AMG GT3 Evo de l'équipe Zakspeed BKK Mobil Oil Racing.
Keilwitz dispute les premières courses de la saison ADAC GT Masters 2020 aux côtés de Jimmy Eriksson (sv) dans la Mercedes-AMG GT3 Evo n° 21 de l'équipe Zakspeed BKK Mobil Oil Racing.
Au cours de la saison 2021, Daniel Keilwitz pilote une Audi R8 LMS avec Sebastian Asch, gérée par Aust Motorsport. Sans victoire, ils sont 34e du classement général.
Pour la saison 2022, il se retire de l'ADAC GT Masters, mais espère revenir dans ce championnat ; il s'engage en LMP3 dans la Michelin Le Mans Cup 2022 avec une Duqueine D08 de Rinaldi Racing en compagnie de Steve Parrow.